# Tecmo Super Bowl
Tecmo Super Bowl is een videospel voor het platform Nintendo Entertainment System. Het spel werd uitgebracht in 1991.

## Trivia
- Het spel is opgenomen in het boek 1001 Video Games You Must Play Before You Die van Tony Mott.